# ریو انگوموها
ریو انگوموها (انگلیسی: Rio Ngumoha؛ زاده ۲۹ اوت ۲٠٠۸) بازیکن فوتبال اهل انگلستان است که در پست وینگر برای باشگاه لیورپول در لیگ برتر انگلستان بازی می‌کند.
بازیکنی که در سال ۲٠۲۵ در بازی های دوستانه خود را نشان داد

منابع
1. ↑  "Noni Madueke". england. Retrieved 6 September 2021.